# Білоріцька сільська рада
| Білоріцька сільська рада — адміністративно-територіальна одиниця в Веселівському районі Запорізької області з центром у c. Мала Михайлівка. Сільраді були підпорядковані населені пункти: - c. Мала Михайлівка - c. Авангард - c. Озерне Населення — 1117 осіб. |

## Склад ради
Рада складалася з 16 депутатів та голови.

## Керівний склад сільської ради
| ПІБ                           | Основні відомості                                                         | Дата обрання | Дата звільнення |
| ----------------------------- | ------------------------------------------------------------------------- | ------------ | --------------- |
| Сєчін Олександр Олександрович | Сільський голова, 1962 року народження, освіта, безпартійний              | 26.03.2006   | 31.10.2010      |
| Сєчін Олександр Олександрович | Сільський голова, 1962 року народження, освіта вища, член Партії регіонів | 31.10.2010   |                 |

Примітка: таблиця складена за даними джерела

## Пам'ятки
- На території сільської ради біля села Мала Михайлівка розташований ландшафтний заказник місцевого значення «Урочище Білорецький ставок»[2].